# Jietai-Tempel
Der Jietai-Tempel (chinesisch 戒台寺, Pinyin Jiètái sì) ist ein buddhistischer Tempel am Fuße des Ma'an-Berges (马鞍山) im Pekinger Stadtbezirk Mentougou. Er geht bis auf die Zeit der Sui-Dynastie zurück und hat damit eine Geschichte von über 1.400 Jahren.
Sein Name rührt von seinem ungewöhnlich großen Ordinationsaltar (jietai) her.
Der Tempel steht seit 1994 auf der Liste der Denkmäler der Volksrepublik China (4-94).